# Sastra purpurascens
Sastra purpurascens es una especie de insecto coleóptero de la familia Chrysomelidae.
Fue descrita científicamente en 1831 por Hope.